# Addio, addio
Addio, addio – utwór włoskiego wokalisty Claudio Villi, napisany przez Domenico Modugno i Franco Migliacciego, a nagrany oraz wydany w 1962 roku i umieszczony na albumie Claudio Villa z 1976 roku. W 1962 roku piosenka wygrała 12. Festiwal Piosenki Włoskiej, podczas którego zaśpiewali ją Modugno i Villa, który reprezentował z tą kompozycją Włochy podczas finału 6. Konkursu Piosenki Eurowizji w tym samym roku.
Podczas finału konkursu, który odbył się 18 marca 1962 roku w luksemburskim Villa Louvigny, utwór został zaprezentowany jako piętnasty w kolejności i ostatecznie zajął 9. miejsce, zdobywając 3 punkty. Dyrygentem orkiestry podczas występu wokalisty był Cinico Angelini.
Na stronie B singla znalazł się utwór „I tre fiumi”.

## Notowania na listach przebojów
| Kraj   | Lista (1962)   | Najwyższa pozycja |
| ------ | -------------- | ----------------- |
| Włochy | Top 15 Singles | 4                 |